# BBC HD
BBC HD — телеканал телекомпанії BBC, що веде мовлення в HD якості. Тестовий запуск відбувся 15 травня 2006 року, а режим звичайного телемовлення 1 грудня 2007 року. Перша програма з якістю HD на цьому телеканалі була «Планета Земля», показана 27 травня 2006 року.
Мовив телеканал зазвичай від 6 до 9 годин на день, включаючи одночасне мовлення з інших телеканалів BBC. 26 березня 2013 припинив мовлення, замість нього почала мовлення HD-версія каналу BBC Two